# 陳宗薄
陳宗薄為中國清朝武官官員，本籍福建。陳宗薄於1780年（乾隆45年）奉旨接替劉子楨，於台灣地區擔任台灣水師協副將。而隸屬台灣鎮之下的此官職是台灣清治時期的這階段，全台灣的海防軍事層級最高武將，其統帥三標水營，數千名水師兵勇。任滿後升任廣東左翼總兵。
| 前任： 劉子楨 | 台灣水師協副將 1780年上任 | 繼任： 廖光宇 |